# Galium martinii
Galium martinii là một loài thực vật có hoa trong họ Thiến thảo. Loài này được H.Lév. & Vaniot mô tả khoa học đầu tiên năm 1908.